# Islam en Slovénie
 (janvier 2012).
Les musulmans en Slovénie sont en majorité des musulmans bosniaques ou originaire d'Albanie. Les musulmans constituent 1,81 % de la population slovènes. Le centre islamique de Ljubljana, dirigé par Nevzat Porić, secrétaire-général de la communauté musulmane de Slovénie indique que 90 % des musulmans en Slovénie sont Bosniaques, 8 % sont d'origine albanaise et le reste sont originaires d'autres pays des Balkans.

## Source
- (en) Cet article est partiellement ou en totalité issu de l’article de Wikipédia en anglais intitulé « Islam in Slovenia » (voir la liste des auteurs).